# 天主教奧蘭教區 (阿根廷)
天主教奧蘭教區（拉丁語：Dioecesis Novoraniensis）是阿根廷一個羅馬天主教教區，屬薩爾塔總教區。
教區成立於1961年4月10日，包括薩爾塔省東北部三市。2004年有教友280,000人（佔轄區總人口87.2%）、十九個堂區、卅四名司鐸。現任教區主教為馬塞羅·達彌爾·科倫坡。